# Arturo Marzano (1897-1976)
Arturo Marzano (Botrugno, 1º gennaio 1897 – Campi Salentina, 31 agosto 1976) è stato un magistrato e politico italiano.

## Biografia
Nato a Botrugno (provincia di Lecce) il 1º gennaio 1897, si laureò in giurisprudenza e in lettere. Fascista della prima ora, si iscrisse al PNF il 15 maggio 1919. Magistrato e pubblico ministero a Lecce e Brindisi, fu epurato dopo la caduta del fascismo.
Dopo la guerra fu deputato, eletto nella circoscrizione di Lecce, del Partito Nazionale Monarchico nella II legislatura, dal 25 giugno 1953 al 11 giugno 1958. Morì a Campi Salentina il 31 agosto 1976.
Era nonno della filosofa Michela Marzano. Nel libro Stirpe e vergogna la studiosa ha dolorosamente ricostruito con rabbia il passato di Arturo Marzano, magistrato durante il periodo fascista,  il primo a far condannare in Italia alcune persone per aver cantato Bandiera rossa. 